# Йенсен, Пауль Хилмар
Пауль Хилмар Йенсен (Paul Hilmar Jensen; 28 апреля 1930 — 17 июля 2004), — норвежский филателист, коллекции которого часто выигрывали золотые медали на филателистических выставках и работа которого на общественных началах в области филателии получила признание короля Норвегии Харальда V.

## Интересы в области коллекционирования
Пауль Йенсен имел обширные познания во всей областях филателии, но специализировался на коллекционировании и изучении почтовых марок и истории почты некоторых стран, в частности Чехословакии, Островов Кука, Саудовской Аравии и Норвегии. Его экспонаты на различных филателистических выставках обычно получали золотые награды.

## Филателистическая деятельность
Пауль Йенсен был основателем и первым президентом Норвежского общества изучения истории почты, занимал пост президента Норвежской филателистической федерации и Комиссии по истории почты ФИП. Он также был назначен вице-президентом норвежской филателистической выставки NORWEX 1980, а затем генеральным секретарем филателистической выставки NORWEX 1997.
Вместе с Патриком Пирсоном и Робертом П. Оденвеллером Йенсен был соавтором «Руководства ФИП по экспонированию и оценке традиционных экспонатов и экспонатов по истории почты» (англ. F.I.P. Guide to Exhibiting and Judging Traditional and Postal History Exhibits), опубликованного в 1993 году. Йенсен также был известным оратором по филателистической тематике и прилагал все усилия, чтобы познакомить молодежь с хобби коллекционирования почтовых марок.

## Почести и награды
Пауль Йенсен получил множество наград и признаний, в частности, от короля Норвегии Харальда V за заслуги в области филателии. Он был удостоен чести поставить подпись под Списком выдающихся филателистов в 1988 году и получил награды, в том числе: норвежскую медаль Андерсена-Детлоффа, медаль Копенгагенского филателистического клуба, медаль Лихтенштейна, медаль ФИП за заслуги и «Золотого льва» Норвежской филателистической федерации.
Йенсен был членом Лондонского Королевского филателистического общества Лондона, а в 2007 году был включён в Зал славы Американского филателистического общества.